# Mallotus illudens
Mallotus illudens är en törelväxtart som beskrevs av Léon Camille Marius Croizat. Mallotus illudens ingår i släktet Mallotus och familjen törelväxter. Inga underarter finns listade i Catalogue of Life.